# Olst-Wijhe
Olst-Wijhe  è un comune olandese situato nella provincia di Overijssel. È stato costituito il 1º gennaio 2001 dall'unificazione dei due comuni di Olst e Wijhe.